# Oliver Antman
Oliver Antman (Vantaa, 15 de agosto de 2001) es un futbolista finlandés que juega en la demarcación de centrocampista para el Rangers FC de la Scottish Premiership.

## Selección nacional
Tras jugar en las categorías inferiores de la selección, finalmente hizo su debut con la selección de fútbol de Finlandia el 26 de septiembre de 2022 en un encuentro de la Liga de Naciones de la UEFA 2022-23 contra Montenegro que finalizó con un resultado de 0-2 a favor del combinado finlandés tras el gol de Benjamin Källman y otro del propio Antman.

### Goles internacionales
| # | Fecha                    | Estadio                                           | Oponente            | Gol | Resultado | Competición                         |
| - | ------------------------ | ------------------------------------------------- | ------------------- | --- | --------- | ----------------------------------- |
| 1 | 26 de septiembre de 2022 | Estadio Pod Goricom, Podgorica, Montenegro        | Montenegro          | 0-1 | 0-2       | Liga de Naciones de la UEFA 2022-23 |
| 2 | 17 de noviembre de 2022  | Toše Proeski Arena, Skopie, Macedonia del Norte   | Macedonia del Norte | 3-1 | 1-1       | Amistoso                            |
| 3 | 23 de marzo de 2023      | Parken Stadion, Copenhague, Dinamarca             | Dinamarca           | 1-1 | 3-1       | Clasificación para la Eurocopa 2024 |
| 4 | 16 de junio de 2023      | Estadio Olímpico de Helsinki, Helsinki, Finlandia | Eslovenia           | 2-0 | 2-0       | Clasificación para la Eurocopa 2024 |
| 5 | 7 de septiembre de 2023  | Astana Arena, Astaná, Kazajistán                  | Kazajistán          | 0-1 | 0-1       | Clasificación para la Eurocopa 2024 |
| 6 | 7 de junio de 2024       | Hampden Park, Glasgow, Escocia                    | Escocia             | 2-2 | 2-2       | Amistoso                            |
| 7 | 21 de marzo de 2025      | Estadio Nacional Ta' Qali, Ta' Qali, Malta        | Malta               | 0-1 | 0-1       | Clasificación para el Mundial 2026  |

## Clubes
| Club                     | País         | Año       | Partidos | Goles |
| ------------------------ | ------------ | --------- | -------- | ----- |
| IF Gnistan               | Finlandia    | 2019-2021 | 7        | 1     |
| F. C. Nordsjælland       | Dinamarca    | 2021-2023 | 79       | 12    |
| F. C. Groningen (cedido) | Países Bajos | 2023      | 11       | 2     |
| F. C. Nordsjælland       | Dinamarca    | 2023-2024 | 31       | 4     |
| Go Ahead Eagles          | Países Bajos | 2024-2025 | 36       | 6     |
| Rangers FC               | Escocia      | 2025-     |          |       |

## Palmarés

### Títulos nacionales
| Título                   | Club            | País         | Año  |
| ------------------------ | --------------- | ------------ | ---- |
| Copa de los Países Bajos | Go Ahead Eagles | Países Bajos | 2025 |